# Beriev A-50
El Beriev A-50 (designación OTAN: Mainstay) es un avión de origen Ruso de alerta temprana y control aerotransportado (AEW&C) construido por el fabricante Beriev, con base el diseño del avión de transporte Ilyushin Il-76. Fue desarrollado para reemplazar al Tupolev Tu-126 Moss, volando por primera vez en 1978.

## Diseño y Desarrollo
El avión fue desarrollado como una variante del avión de carga Ilyushin Il-76, del fabricante Ilyushin de la Unión Soviética, como respuesta a la necesidad de la Fuerza Aérea Soviética de un avión de alerta temprana y control aerotransportado.

## Historia operacional
A finales de diciembre de 2015, el A-50 inició operaciones sobre Siria, volando desde Rusia, para apoyar la intervención militar rusa en la Guerra Civil Siria, y en diciembre de 2018, se desplegó en Crimea, territorio ocupado de Ucrania.
El 26 de febrero de 2023, durante la invasión rusa de Ucrania, un A-50 ruso resultó dañado por explosiones mientras estaba estacionado en la base aérea de Machulishchy cerca de Minsk, Bielorrusia. Los partisanos bielorrusos han afirmado haber atacado el avión utilizando municiones lanzadas por drones. Se cree que Rusia tiene nueve A-50 operativos. La base atacada también alberga cazas MiG-31 utilizados para atacar Ucrania. Sin embargo, las imágenes satelitales de la base aérea Machulishchy del 28 de febrero no mostraron daños significativos en el único A-50 ubicado allí. Los operadores de drones publicaron un video de una práctica del presunto ataque en YouTube, el 2 de marzo de 2023. El video muestra el aterrizaje del dron en el rotodomo del A-50U en Machulishchy, en lo que resultó ser una demostración de nula seguridad en la base aérea.
El 14 de enero de 2024, durante la denominada OME, un A-50 fue derribado en circunstancias poco claras. Toda la tripulación murió y sus restos se hallan en el mar de Azov.
El 23 de febrero de 2024 durante la denominada OME, un A-50 cayo en el distrito de Kanevsky region de Krasnodar, las circunstancias se tratan de esclarecer. Esto provocó que Rusia reanudara la producción de estos aviones el 2 de marzo de 
- A-50M - Versión modernizada, con capacidad de reabastecimiento en vuelo.[5]
- A-50U - Versión modernizada
- Izdeliye-676 [6]
- Izdeliye-776 [6]
- Izdeliye-976 (SKIP) [6]
- Izdeliye-1076 [6]
- A-50EI - Variante con el radar israelí IAI Phalcon para la India.

## Usuarios
Rusia

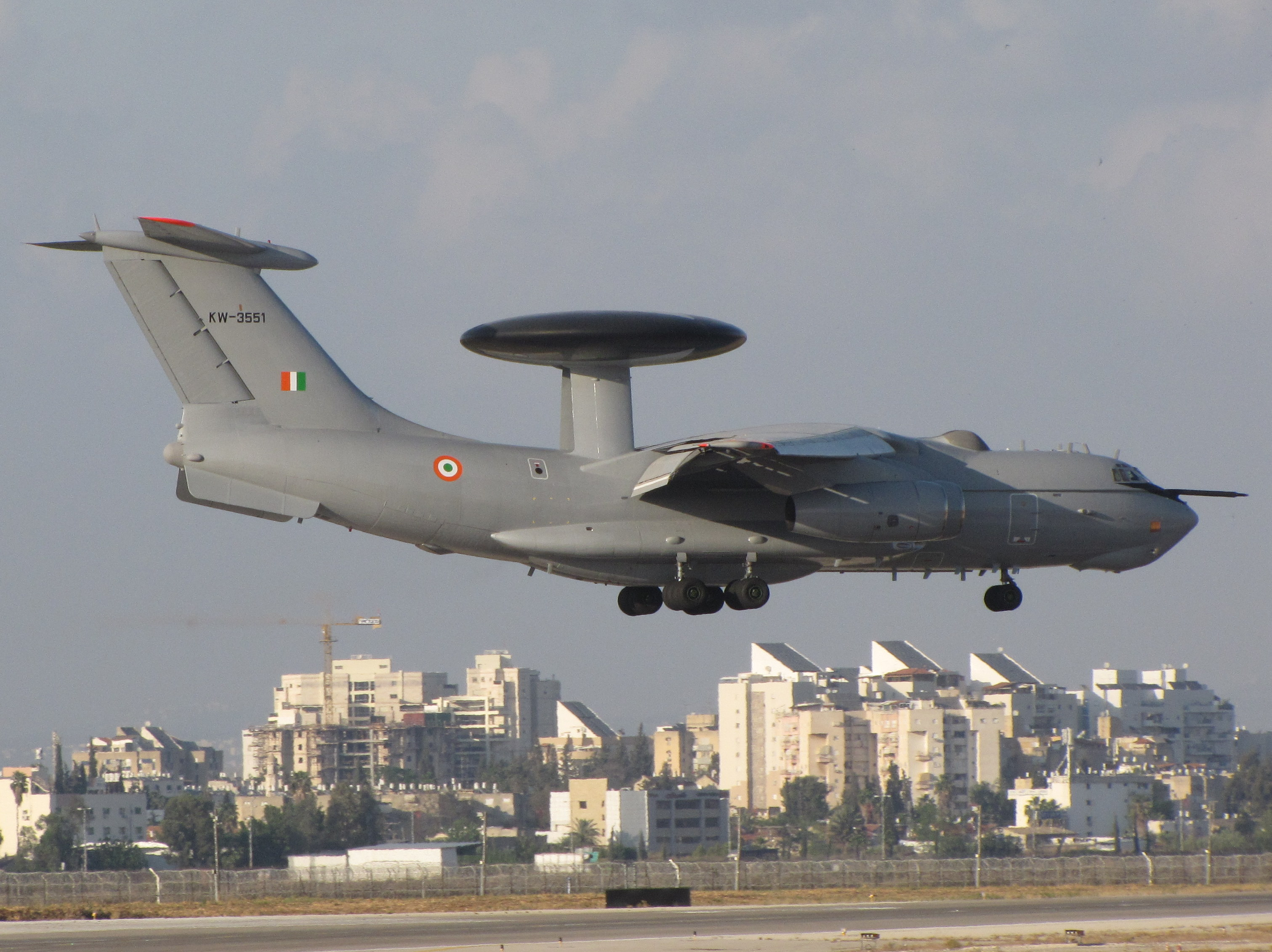
Beriev A-50EI de la Fuerza Aérea India.

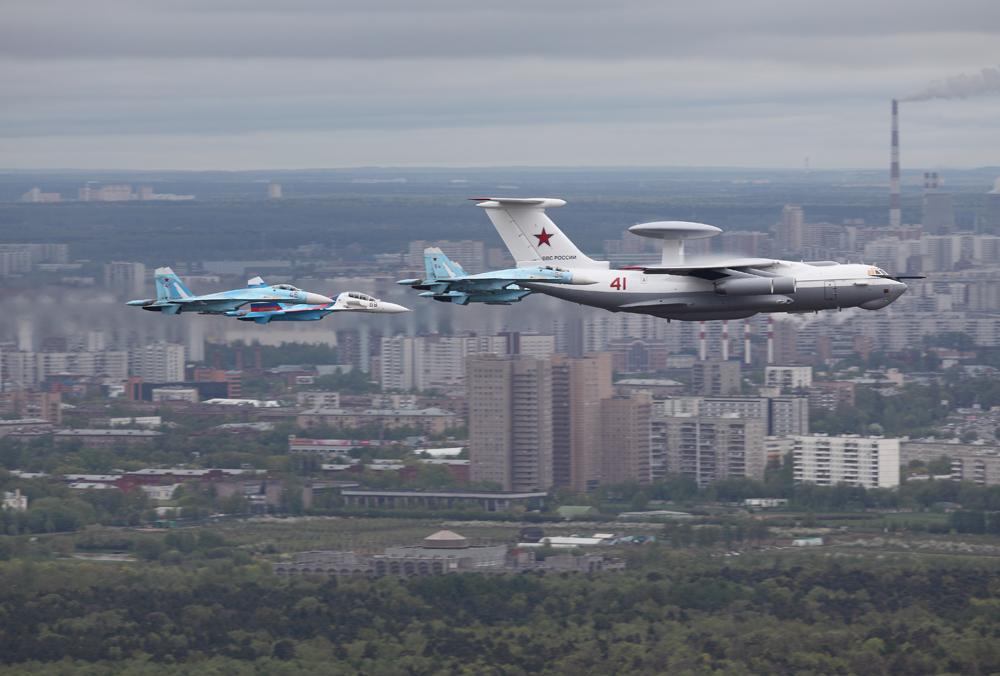
Beriev A-50 de la Fuerza Aérea Rusa sobrevolando Moscú.

- Fuerza Aérea de Rusia - 7 en servicio en mayo de 2025.

 India
- Fuerza Aérea India - 3 en servicio

Antiguos usuarios
 Unión Soviética
- Fuerza Aérea Soviética

### Desarrollos relacionados
- Ilyushin Il-76
- KJ-2000

### Aeronaves similares
- Antonov An-71
- Boeing 737 AEW&C
- Boeing E-3 Sentry
- Hawker Siddely Nimrod AEW3